# Championnats d'Europe de natation 1966
Navigation
Édition précédente Édition suivante
La 11e édition des Championnats d'Europe de natation se déroule du 20 au 27 août 1966 à Utrecht en Pays-Bas. Le pays accueille pour la première fois de son histoire cet événement organisé par la Ligue européenne de natation. Trois disciplines de la natation — natation sportive, plongeon et water-polo — figurent au programme, composé de 23 épreuves. 

## Tableau des médailles
| Rang  | Nation               | Or | Argent | Bronze | Total |
| ----- | -------------------- | -- | ------ | ------ | ----- |
| 1     | Union soviétique     | 12 | 7      | 5      | 24    |
| 2     | Allemagne de l'Est   | 4  | 6      | 5      | 15    |
| 3     | Pays-Bas             | 3  | 1      | 1      | 5     |
| 4     | France               | 2  | 0      | 1      | 3     |
| 5     | Royaume-Uni          | 1  | 3      | 3      | 7     |
| 6     | Italie               | 1  | 0      | 1      | 2     |
| 7     | Suède                | 0  | 2      | 2      | 4     |
| 8     | Hongrie              | 0  | 1      | 1      | 2     |
| 9     | Espagne              | 0  | 1      | 0      | 1     |
| 9     | Allemagne de l'Ouest | 0  | 1      | 0      | 1     |
| 9     | Autriche             | 0  | 1      | 0      | 1     |
| 12    | Roumanie             | 0  | 0      | 1      | 1     |
| 12    | Finlande             | 0  | 0      | 1      | 1     |
| 12    | Yougoslavie          | 0  | 0      | 1      | 1     |
| 12    | Pologne              | 0  | 0      | 1      | 1     |
| Total | Total                | 23 | 23     | 23     | 69    |

## Natation

### Tableau des médailles en natation
| Rang  | Nation               | Or | Argent | Bronze | Total |
| ----- | -------------------- | -- | ------ | ------ | ----- |
| 1     | Union soviétique     | 8  | 7      | 4      | 19    |
| 2     | Allemagne de l'Est   | 4  | 4      | 4      | 12    |
| 3     | Pays-Bas             | 3  | 1      | 1      | 5     |
| 4     | France               | 2  | 0      | 1      | 3     |
| 5     | Royaume-Uni          | 1  | 2      | 3      | 6     |
| 6     | Suède                | 0  | 1      | 2      | 3     |
| 7     | Hongrie              | 0  | 1      | 1      | 2     |
| 8     | Espagne              | 0  | 1      | 0      | 1     |
| 8     | Allemagne de l'Ouest | 0  | 1      | 0      | 1     |
| 10    | Roumanie             | 0  | 0      | 1      | 1     |
| 10    | Finlande             | 0  | 0      | 1      | 1     |
| Total | Total                | 18 | 18     | 18     | 54    |

### Résultats

#### Hommes
| Épreuve           | Or                                                                                       | Argent                                                                             | Bronze                                                            |
| Nage libre        |                                                                                          |                                                                                    |                                                                   |
| 100 m libre       | Robert McGregor (GBR)                                                                    | Leonid Ilyichev (URS)                                                              | Udo Poser (GDR)                                                   |
| 400 m libre       | Frank Wiegand (GDR)                                                                      | Semyon Belits-Geyman (URS)                                                         | Alain Mosconi (FRA)                                               |
| 1500 m libre      | Semyon Belits-Geyman (URS)                                                               | Alan Kimber (GBR)                                                                  | Aleksandr Pletnev (URS)                                           |
| Dos               |                                                                                          |                                                                                    |                                                                   |
| 200 m dos         | Yuriy Gromak (URS)                                                                       | Jaime Monzo (ESP)                                                                  | Joachim Rother (GDR)                                              |
| Brasse            |                                                                                          |                                                                                    |                                                                   |
| 200 m brasse      | Georgiy Prokopenko (URS)                                                                 | Aleksandr Tutakayev (URS)                                                          | Egon Henninger (GDR)                                              |
| Papillon          |                                                                                          |                                                                                    |                                                                   |
| 200 m papillon    | Valentin Kuzmin (URS)                                                                    | Horst-Günther Gregor (GDR)                                                         | Anatoliy Skavronskiy (URS)                                        |
| Quatre Nages      |                                                                                          |                                                                                    |                                                                   |
| 400 m 4 nages     | Frank Wiegand (GDR)                                                                      | Andrey Dunayev (URS)                                                               | Klaus Katzur (GDR)                                                |
| Relais            |                                                                                          |                                                                                    |                                                                   |
| 4 × 100 m libre   | Allemagne de l'Est Frank Wiegand Udo Poser Horst-Günther Gregor Peter Sommer             | Union soviétique Leonid Ilyichev Viktor Mazanov Georgiy Kulikov Vladimir Shuvalov  | Suède Lester Eriksson Göran Jansson Yngvar Eriksson Jan Lundin    |
| 4 × 200 m libre   | Union soviétique Leonid Ilyichev Semyon Belits-Geyman Aleksandr Pletnev Yevgeniy Novikov | Allemagne de l'Est Horst-Günther Gregor Alfred Müller Udo Poser Frank Wiegand      | Suède Lester Eriksson Olle Ferm Yngvar Eriksson Jan Lundin        |
| 4 × 100 m 4 nages | Union soviétique Viktor Mazanov Georgiy Prokopenko Valentin Kuzmin Leonid Ilyichev       | Allemagne de l'Est Jürgen Dietze Egon Henninger Horst-Gunther Gregor Frank Wiegand | Hongrie József Csikány Ferenc Lenkei Ákos Gulyás István Szentimay |

#### Femmes
| Épreuve           | Or                                                                                  | Argent                                                                                         | Bronze                                                                      |
| Nage libre        |                                                                                     |                                                                                                |                                                                             |
| 100 m libre       | Martina Grunert (GDR)                                                               | Judit Turóczy (HUN)                                                                            | Pauline Sillett (GBR)                                                       |
| 400 m libre       | Claude Mandonnaud (FRA)                                                             | Ada Kok (NED)                                                                                  | Tamara Sosnova (URS)                                                        |
| Dos               |                                                                                     |                                                                                                |                                                                             |
| 100 m dos         | Christine Caron (FRA)                                                               | Linda Ludgrove (GBR)                                                                           | Christina Balaban (ROU)                                                     |
| Brasse            |                                                                                     |                                                                                                |                                                                             |
| 200 m brasse      | Galina Prozumenschikova (URS)                                                       | Irina Pozdnyakova (URS)                                                                        | Jill Slattery (GBR)                                                         |
| Papillon          |                                                                                     |                                                                                                |                                                                             |
| 100 m papillon    | Ada Kok (NED)                                                                       | Heike Hustede (FRG)                                                                            | Eila Pyrhönen (FIN)                                                         |
| Quatre Nages      |                                                                                     |                                                                                                |                                                                             |
| 400 m 4 nages     | Betty Heukels (NED)                                                                 | Heidi Pechstein (GDR)                                                                          | Lyudmila Khaziyeva (URS)                                                    |
| Relais            |                                                                                     |                                                                                                |                                                                             |
| 4 × 100 m libre   | Union soviétique Natalya Sipchenko Antonina Rudenko Natalya Ustinova Tamara Sosnova | Suède Ingrid Gustavsson Ulla Jafvert Ann-Charlott Lilja Ann-Christine Hagberg                  | Pays-Bas Toos Beumer Mirjam Van Hemert Bep Weeteling Lidia Schaap           |
| 4 × 100 m 4 nages | Pays-Bas Cobie Sikkens Gretta Kok (en) Ada Kok Toos Beumer                          | Union soviétique Natalya Mikhaylova Galina Prozumenschikova Tatyana Devyatova Antonina Rudenko | Royaume-Uni Linda Ludgrove Diana Harris Mary-Anne Cotterill Pauline Sillett |

## Water-polo
| Épreuve | Médaille d'or | Médaille d'argent  | Médaille de bronze |
| Hommes  | URSS          | Allemagne de l'Est | Yougoslavie        |

## Plongeon
| Épreuve         | Médaille d'or                      | Médaille d'argent       | Médaille de bronze           |
| Hommes          |                                    |                         |                              |
| Tremplin de 3 m | Mikhail Safonov (URS)              | Tord Andersson (SWE)    | Franco Cagnotto (ITA)        |
| Haut vol à 10 m | Klaus Dibiasi (ITA)                | Brian Phelps (GBR)      | Jerzy Kowalewski (POL)       |
| Femmes          |                                    |                         |                              |
| Tremplin de 3 m | Vera Baklanova (URS)               | Delia Reinhardt (GDR)   | Tamara Fyedosova (URS)       |
| Haut vol à 10 m | Natalia Kouznetsova-Lobanova (URS) | Ingeborg Pertmayr (AUT) | Gabriele Krauss-Schöpe (GDR) |